# Nou poetes lírics
Els nou poetes lírics eren una selecció de nou poetes de la Grècia antiga seleccionada pels estudiosos de l'Alexandria hel·lènica com a dignes d'estudi crític.
La llista incloïa:
- Alcman (lírica coral, s. VII aC)
- Safo (lírica monòdica, vers 600 aC)
- Alceu (lírica monòdica, vers 600 aC)
- Anacreont (lírica monòdica, s. VI aC)
- Estesícor (lírica coral, s. VI aC)
- Íbic (lírica coral, s. VI aC)
- Simònides (lírica coral, s. V aC)
- Píndar (lírica coral, s. V aC)
- Baquílides (lírica coral, s. V aC)

En la majoria de fonts gregues, la paraula usada és μελικός (melikós de μέλος, 'cançó'), però alguns autors usaven λυρικός (lyrikós de lira, λύρα, líric), que es va acabar convertint en la traducció habitual en llatí (lyricus) i en les llengües modernes.
Els estudiosos antics definien el gènere basant-se en la forma mètrica i no en el contingut. Així, algunes de les formes poètiques que es considerarien líriques segons els estàndards literaris moderns en són excloses, com l'elegia i el iambe.
Tradicionalment, s'ha dividit la poesia d'aquests poetes entre poesia coral i lírica monòdica, tot i que alguns estudiosos moderns qüestionen la validesa d'aquesta separació.